# 台灣國際紀錄片影展
台灣國際紀錄片影展（Taiwan International Documentary Festival），簡稱TIDF。前身為台灣國際紀錄片雙年展，由國家電影及視聽文化中心主辦，以紀錄片為主題類型，是台灣舉辦規模最大的國際紀錄片影展。

## 歷史沿革
台灣國際紀錄片雙年展由王拓、張照堂、黃建業、張昌彥、李道明、陳文彬等人催生，自1998年起由行政院文化建設委員會（文建會）、國立臺灣美術館策劃主辦，承辦單位歷經紀錄片發展協會、影像運動電影學會、國家電影資料館等單位。2014文化部正式委由國家電影中心(現名：國家電影及視聽文化中心)籌辦，成立台灣國際紀錄片影展常設辦公室。
並與單數年舉辦的日本山形國際紀錄片影展區隔，每兩年舉辦一次。

## 現況
每屆影展約歷時十天，放映約130部作品，參與觀眾超過二萬五千人次。
影展設有國際競賽、亞洲視野競賽、台灣競賽等單元，亦有數個觀摩單元。著重亞洲與華語地區紀錄片的推廣，放映來自世界紀錄片作品，透過放映與交流，推促亞洲與華人紀錄片的發展。台灣國際紀錄片影展也成為台灣紀錄片作品的展映平台，包括楊力州、賀照緹、姜秀瓊、林靖傑等導演都是台灣國際紀錄片影展出身。

## 歷屆得獎作品

### 1998年　第一屆得獎作品
- 公視推薦獎－《天堂小孩》，導演馬躍·比吼
- 台灣獎－《我的回家作業》，導演曾文珍
- NETPAC獎－《娜狄亞的村莊》，導演本橋成一
- NETPAC獎－《出去尋愛．馬上回來》，導演丹．卡茲爾
- 國際影帶競賽優等－《心中的鋼針》，導演曹文傑
- 國際影帶競賽首獎－《長江之夢》，導演馮豔
- 國際影帶競賽首獎－《史達林的身影之下》，導演馬克亨利．溫柏格
- 國際競賽優等獎－《麵包來的日子》，導演瑟傑．德沃茲弗依
- 國際競賽優等獎－《漫漫哀傷》，導演邊永妵
- 國際競賽優等獎－《出去尋愛．馬上回來》，導演丹．卡茲爾
- 國際競賽首獎－《心聲》，導演安得烈．歐斯波夫

### 2000年　第二屆得獎作品
- 觀眾最愛獎－《美麗少年》，導演陳俊志[5]
- 新世代最愛獎－《集集大怪獸》，導演林泰州
- 公視推薦獎－《我愛080》，導演楊力州
- NETPAC評審團特別推薦－《消失的王國─拱樂社》，導演李香秀
- NETPAC評審團特別推薦－《祝我生日快樂》，導演艾維．莫葛洛比
- NETPAC獎－《一個人》，導演迪米屈．卡巴柯夫
- 台灣獎評審團特別獎－《山林的記憶》，導演林琬玉
- 台灣獎評審團特別獎－《西嶼坪》，導演朱賢哲
- 台灣獎－《銀簪子》，導演蕭菊貞
- 國際影帶競賽評審團特別獎－《苦力藝術家》，導演陳怡君
- 國際影帶競賽評審團特別獎－《愈老愈堅挺》，導演凱特基娜．馬契可．可沃契克
- 國際影帶競賽優等獎－《解構小川紳介》，導演芭芭拉．漢默
- 國際影帶競賽優等獎－《給父親的影片》，導演瑪麗．吉門尼茲
- 國際影帶競賽首獎－《喬治亞鄉愁》，導演塔度．克特提史維利、伊內克．史密特斯
- 國際影片競賽評審團特別推薦獎－《最後的森林》，導演塞爾索．路克斯、布萊斯拉．馬斯卡哈斯
- 國際影片競賽評審團特別推薦獎－《愛戀排灣笛》，導演胡台麗
- 國際影片競賽優等獎－《與子偕老》，導演維克特．克沙克渥斯基
- 國際影片競賽優等獎－《流失的記憶》，導演璜．卡洛斯．魯弗
- 國際影片競賽首獎－《漫漫長假》，導演約翰．范德庫肯

### 2002年　第三屆得獎作品
- NETPAC獎－《天藍色家園》，導演金素榮
- 台灣獎評審團別推薦獎－《私角落》，導演周美玲、劉芸后
- 台灣獎－《春天：許金玉的故事》，導演曾文珍
- 國際影帶競賽評審團特別推薦獎－《邊緣少年心》，導演瑪莉安．拉帕雷能
- 國際影帶競賽評審團特別推薦獎－《極端寶島》，導演周美玲
- 國際影帶競賽優等獎－《嚇我一跳》，導演托默．賀曼
- 國際影帶競賽優等獎－《紙飛機的故事》，導演趙亮
- 國際影帶競賽首獎－《流刑到今天》，導演埃傑尼．索羅敏
- 國際影片競賽評審團特別推薦獎－《山有多高》，導演湯湘竹
- 國際影片競賽優等獎－《尋親記》，導演費依．安堡．尼爾森、沙米．沙伊夫
- 國際影片競賽優等獎－《愛的明細表》，導演大衛．費雪
- 國際影片競賽首獎－《時光邊境》，導演史特芬．托爾

### 2004年　第四屆得獎作品
- 台灣獎評審推薦獎－《兒戲》，導演溫知儀
- 台灣獎評審團推薦獎－《部落之音》，導演李中旺
- 台灣獎優等獎－《新宿驛，東口以東》，導演楊力州&朱詩倩
- 台灣獎首獎－《無米樂》，導演顏蘭權、莊益增
- 台灣獎首獎－《再會吧！1999》，導演吳靜怡
- 亞洲觀點獎公視獎－《生命詠嘆調》，導演松崗奈緒美
- 亞洲觀點獎首獎－《酸辣草莓派》，導演丹斯加彭西迪佛拉高
- 國際影片競賽評審團特別推薦獎－《為人民服務》，導演伊亞．席凡、安卓伊．莫利恩
- 國際影片競賽優等獎－《夢斷耶路撒冷》，導演葉裴．藍德
- 國際影片競賽優等獎－《靈光乍現》，導演赫斯．法蘭克
- 國際影片競賽首獎－《法與情》，導演瑪莉亞．莫斯

### 2006年　第五屆得獎作品
- 公視獎國際觀摩—最佳觀眾票選獎－《祖母的手機》，導演古倫．拉多范諾維克
- 公視獎國際競賽—最佳觀眾票選獎－《醫生》，導演鍾孟宏
- 公視獎紀錄新世代—最佳觀眾票選獎－《我是卓別林》，導演傑．羅森布萊特
- 台灣獎評審團特別推薦獎－《景福門日記》，導演李家驊
- 台灣獎優等－《黑暗視界》，導演周美玲
- 台灣獎首獎－《黃屋手記》，導演黃庭輔
- 亞洲獎評審團特別獎－《北方的故事》，導演巫魯朋．拉薩撒德
- 亞洲獎評審團特別獎－《昨日．今日．明日》，導演直井理予
- 亞洲獎優等獎－《醫生》，導演鍾孟宏
- 亞洲獎首獎－《東》，導演賈樟柯
- 國際短片競賽評審團特別推薦獎－《革命前夕》，導演馬席‧德瑞加斯
- 國際短片競賽優等獎－《新生與衰老》，導演河瀨直美
- 國際短片競賽優等獎－《高人一等》，導演珍娜．梅里維勒
- 國際短片競賽首獎－《和平的第一課》，導演尤朗．荷尼
- 國際長片競賽優等獎－《凝視歷史》，導演蘇撒娜．德蘇薩迪亞斯
- 國際長片競賽優等獎－《奧德薩⋯奧德薩！》，導演蜜雪勒．伯嘉寧
- 國際長片競賽首獎－《奶奶的老屋》，導演亞當．愛立亞加

### 2008年　第六屆得獎作品
- 公視獎台灣映像—最佳觀眾票選獎－《飛行少年》，導演黃嘉俊
- 公視獎國際短片—最佳觀眾票選獎－《訂作一個寶貝》，導演珍娜．梅里維勒
- 公視獎國際長片—最佳觀眾票選獎－《土語錄萬歲》，導演亞托．哈隆納
- 台灣映像觀眾票選獎－《飛行少年》，導演黃嘉俊
- 台灣獎評審團特別獎－《赤陽》，導演陳志和
- 台灣獎評審團特別獎－《雲的那端》，導演蕭美玲
- 台灣獎評審團特別獎－《黑晝記》，導演許慧如
- 台灣獎首獎－《野球孩子》，導演沈可尚、廖敬堯
- 亞洲獎優等獎－《備忘錄》，導演陳彬彬
- 亞洲獎首獎－《龍哥》，導演周浩
- 國際短片競賽評審團特別推薦獎－《訂作一個寶貝》，導演珍娜．梅里維勒
- 國際短片競賽優等獎－《穿越和平》，導演朱賢哲
- 國際短片競賽優等獎－《等待美麗新世界》，導演克莉絲汀．蕾爾
- 國際短片競賽首獎－《人骨祭壇》，導演勇本．卡森
- 國際長片競賽優等獎－《墨瓜尼加合眾國》，導演羅蘭索．方達
- 國際長片競賽優等獎－《給安娜的信》，導演艾力克．柏格洛
- 國際長片競賽首獎－《彩虹的盡頭》，導演羅伯．紐君特

### 2010年　第七屆得獎作品
- 台灣獎評審團特別獎－《是你嗎》，導演陳婉真
- 台灣獎評審團特別獎－《帶水雲》，導演黃信堯
- 台灣獎首獎－《牽阮的手》，導演顏蘭權、莊益增
- 亞洲獎優等獎－《阿敏的樂章》，導演沙辛．帕哈米
- 亞洲獎首獎－《逐夢兩樣情》，導演邊姆巴．薩克亞
- 國際短片競賽優等獎－《迫降前，我愛你》，導演莎拉．蒙．荷威
- 國際短片競賽優等獎－《神豬》，導演漢斯．多曼
- 國際短片競賽首獎－《逝代殘影》，導演埃傑尼．索羅明
- 國際長片競賽評審團特別推薦獎－《一個女人和五本大象》，導演瓦德姆．傑德科
- 國際長片競賽優等獎－《戰爭噹噹》，導演蕾貝卡．立其曼．柯恩
- 國際長片競賽優等獎－《乘著光影旅行》，導演姜秀瓊、關本良
- 國際長片競賽首獎－《漫步音樂園》，導演尼可拉．貝魯奇

### 2012年　第八屆得獎作品
- 觀眾票選獎－《麵包情人》，導演李靖惠
- 台灣獎推薦獎－《尋找背海的人》，導演林靖傑
- 台灣獎評審團特別獎－《邊城啟示錄》，導演李立劭
- 台灣獎首獎－《金城小子》，導演姚宏易
- 亞洲獎評審團特別提及獎－《阿仆大的守候》，導演和淵
- 亞洲獎評審團特別提及獎－《金映歲月》，導演周戴維
- 亞洲獎優等獎－《摔不壞的攝影機》，導演艾曼．博納特、蓋．戴維迪
- 亞洲獎首獎－《老房子的聲音》，導演雷珊帝
- 國際短片競賽優等獎－《祖母、一千次》，導演瑪哈穆德．喀布爾
- 國際短片競賽優等獎－《給母親的信》，導演海德克萊曼．薩塔克、提納古德史丁．哈塔柏
- 國際短片競賽首獎－《我可能是，或已經是》，導演波利斯．蓋瑞茲
- 國際長片競賽評審團特別提及獎－《艾未未．草泥馬》，導演艾莉森．克萊曼
- 國際長片競賽評審團特別提及獎－《旱》，導演艾維拉多．貢薩雷斯
- 國際長片競賽優等獎－《尋找背海的人》，導演林靖傑
- 國際長片競賽優等獎－《馬修定律》，導演馬克．史密
- 國際長片競賽首獎－《心繫洋波湖》，導演瑪莉．費南達．雷斯波

### 2014年　第九屆得獎作品
- 觀眾票選獎－《行者》，導演陳芯宜
- 新世代觀點獎－《刪海經》，導演洪淳修
- 作者觀點獎－《鐵夢》，導演朴慶根
- 華人紀錄片獎評審團特別獎－《星火》，導演胡杰
- 華人紀錄片獎首獎－《玉門》，導演黃香、史杰鵬、徐若濤
- 台灣競賽優等獎－《正面迎擊》，導演鍾權
- 台灣競賽首獎－《公民不服從》，導演陳育青
- 亞洲視野競賽優等獎－《八堂的綠色之戰》，導演高恩進
- 亞洲視野競賽優等獎－《星火》，導演胡杰
- 亞洲視野競賽首獎－《玉門》，導演黃香、史杰鵬、徐若濤
- 國際競賽評審團特別提及獎－《國考大作戰》，導演狄厄多內‧哈馬迪
- 國際競賽優等獎－《燃煤的餘燼》，導演瑪麗‧希梅內茲
- 國際競賽優等獎－《夢想中繼站》，導演卡維‧巴克提阿利
- 國際競賽首獎－《貪欲帝國》，導演洪里炯
- 傑出貢獻獎－綠色小組

### 2016年　第十屆得獎作品
- 觀眾票選獎－《灣生畫家－立石鐵臣》，導演郭亮吟、藤田修平
- 青少年評審團獎－《夜寐之城》，導演夏納克．森
- 作者觀點獎－《伊朗全面噤聲》，導演無名氏
- 華人紀錄片獎評審團特別獎－《靈山》，導演蘇弘恩
- 華人紀錄片獎首獎－《大路朝天》，導演張贊波
- 台灣競賽優等獎－《挖玉石的人》，導演趙德胤
- 台灣競賽首獎－《日曜日式散步者》，導演黃亞歷
- 亞洲視野競賽評審特別提及－《貓狗、家畜、生魚片》，導演培利．迪頌
- 亞洲視野競賽優等獎－《夜寐之城》，導演夏納克．森
- 亞洲視野競賽首獎－《英雄的斗篷》，導演阿拉許．拉胡提
- 國際競賽優等獎－《乾涸之境》，導演瑪莉亞．拉莫斯
- 國際競賽首獎－《挪威年少時代》，導演阿絲洛．霍姆
- 傑出貢獻獎－全景映像工作室

### 2018年 第十一屆得獎作品
- 觀眾票選獎－《Goodnight & Goodbye》，導演吳耀東
- 青少年評審團獎－《借問阿嬤》，導演巴林特‧瑞斐斯
- 華人紀錄片獎評審特別提及－《日常對話》，導演黃惠偵
- 華人紀錄片獎評審特別獎－《地厚天高》 ，導演林子穎
- 華人紀錄片獎首獎－《不即不離》 ，導演廖克發
- 台灣競賽評審特別提及－《回程列車》，導演黃邦銓
- 台灣競賽優等獎－《不即不離》 ，導演廖克發
- 台灣競賽首獎－《日常對話》，導演黃惠偵
- 亞洲視野競賽評審特別提及－《金曲達令》，導演伊斯麥‧法米‧盧比思
- 亞洲視野競賽評審特別提及－《鬪犬》，導演艾沙‧哈里‧阿克巴
- 亞洲視野競賽評審特別獎－《Goodnight & Goodbye》，導演吳耀東
- 亞洲視野競賽優等獎－《獨自存在》，導演沙青
- 亞洲視野競賽首獎－《白狗》，導演金寶藍
- 國際競賽評審特別提及－《荒漠沙海》，導演約書亞‧波內塔、史杰鵬
- 國際競賽優等獎－《未來的列車》，導演馬丁‧迪奇科
- 國際競賽首獎－《柬埔寨之春》，導演克里斯‧凱利
- 傑出貢獻獎－柯金源

## 外部連結
- 台灣國際紀錄片影展官方網站 （页面存档备份，存于）
- 台灣國際紀錄片影展的Facebook專頁
- 台灣國際紀錄片影展的X（前Twitter）
- YouTube上的台灣國際紀錄片影展頻道